# Melvin Johnson (cestista 1993)
Melvin Johnson (Bronx, 19 giugno 1993) è un cestista statunitense.

## Palmarès
- Coppa Italia LNP: 1

Derthona Basket: 2018